# Jan Mulder
Jan Mulder, all'anagrafe Johan Mulder (Bellingwolde, 4 maggio 1945), è un ex calciatore e scrittore olandese, di ruolo attaccante. Ha un figlio, Youri, che ha giocato per la nazionale olandese.

## Carriera

### Club

#### RSC Anderlecht
Jan Mulder ha iniziato la carriera da professionista nell'Anderlecht nel 1965.
Nei primi tre anni vince per tre volte il campionato e, nella stagione 1966-1967 vince il titolo di capocannoniere segnando 20 goal, che gli valgono anche la prima convocazione in Nazionale olandese.
Negli anni seguenti perde la finale della Coppa delle Fiere 1969-1970 nel doppio confronto contro l'Arsenal e fa il double con l'Anderlecht, vincendo sia il campionato che la coppa nazionale nel suo ultimo anno con la squadra belga.

#### Ajax
Nel 1972 torna in patria, tra le file dell'Ajax. Con la squadra della capitale vince un campionato (1972-1973), una Coppa dei Campioni (1972-1973) e una Supercoppa UEFA (1973), segnando in quest'ultimo caso anche una rete nella finale di ritorno contro il Milan.
Si ritira nel 1975.

### Nazionale
Mulder gioca con la Nazionale olandese 5 partite tra il 1967 e il 1970. Fa il suo esordio con gli Oranje il 5 aprile 1967 a Lipsia contro la Germania Est, in questa partita segna l'unico suo goal in Nazionale.

## Statistiche

### Cronologia presenze e reti in Nazionale
| Cronologia completa delle presenze e delle reti in nazionale ― Paesi Bassi | Cronologia completa delle presenze e delle reti in nazionale ― Paesi Bassi | Cronologia completa delle presenze e delle reti in nazionale ― Paesi Bassi | Cronologia completa delle presenze e delle reti in nazionale ― Paesi Bassi | Cronologia completa delle presenze e delle reti in nazionale ― Paesi Bassi | Cronologia completa delle presenze e delle reti in nazionale ― Paesi Bassi | Cronologia completa delle presenze e delle reti in nazionale ― Paesi Bassi | Cronologia completa delle presenze e delle reti in nazionale ― Paesi Bassi |
| Data                                                                       | Città                                                                      | In casa                                                                    | Risultato                                                                  | Ospiti                                                                     | Competizione                                                               | Reti                                                                       | Note                                                                       |
| -------------------------------------------------------------------------- | -------------------------------------------------------------------------- | -------------------------------------------------------------------------- | -------------------------------------------------------------------------- | -------------------------------------------------------------------------- | -------------------------------------------------------------------------- | -------------------------------------------------------------------------- | -------------------------------------------------------------------------- |
| 5-4-1967                                                                   | Lipsia                                                                     | Germania Est                                                               | 4 – 3                                                                      | Paesi Bassi                                                                | Qual. Euro 1968                                                            | 1                                                                          |                                                                            |
| 16-4-1967                                                                  | Anversa                                                                    | Belgio                                                                     | 1 – 0                                                                      | Paesi Bassi                                                                | Amichevole                                                                 | -                                                                          |                                                                            |
| 10-5-1967                                                                  | Budapest                                                                   | Ungheria                                                                   | 2 – 1                                                                      | Paesi Bassi                                                                | Qual. Euro 1968                                                            | -                                                                          |                                                                            |
| 5-11-1969                                                                  | Amsterdam                                                                  | Paesi Bassi                                                                | 0 – 1                                                                      | Inghilterra                                                                | Amichevole                                                                 | -                                                                          |                                                                            |
| 2-12-1970                                                                  | Amsterdam                                                                  | Paesi Bassi                                                                | 2 – 0                                                                      | Romania                                                                    | Amichevole                                                                 | -                                                                          |                                                                            |
| Totale                                                                     |                                                                            | Presenze                                                                   | 5                                                                          |                                                                            | Reti                                                                       | 1                                                                          |                                                                            |

## Palmarès

### Club

#### Nazionale
- Campionato belga: 4

Anderlecht: 1965-1966, 1966-1967, 1967-1968, 1971-1972
- Eredivisie: 1

Ajax: 1972-1973
- Coppa del Belgio: 1

Anderlecht: 1971-1972

#### Internazionale
- Coppa dei Campioni: 1

Ajax: 1972-1973
- Supercoppa UEFA: 1

Ajax: 1973

### Individuale
- Capocannoniere del campionato belga: 1

Anderlecht: 1966-1967

## Opere
- Diva in Winschoten (1988)
- De middagduivel (1992)
- Vuurspuger van Ootmarsum (1994)
- Spreek en vergissing (1994)
- Mobieliquette (1996)
- Villa BvD (1999)
- Overwinningen en Nederlagen (2000)
- Spelers en speelsters (2001)
- Hollandse Velden (2001)
- De vrouw als karretje (2002)
- Strafschopgebieden & Reserves (2002)
- Opkomst en Ondergang (2002)
- Iris in de zomer van 2003 (2003)